# Xanthorhoe belgarum
Xanthorhoe belgarum là một loài bướm đêm trong họ Geometridae.